# Ua Huka
Ua Huka ou Ùa Huna  est une île du groupe nord des îles Marquises, en Polynésie française.

## Géographie
Ua Huka se situe à 42 km à l'est de Nuku Hiva et 98 km au nord-ouest d'Hiva Oa. De quatorze kilomètres de long sur une dizaine de large, elle a la forme d'un large croissant ouvert sur le sud. 

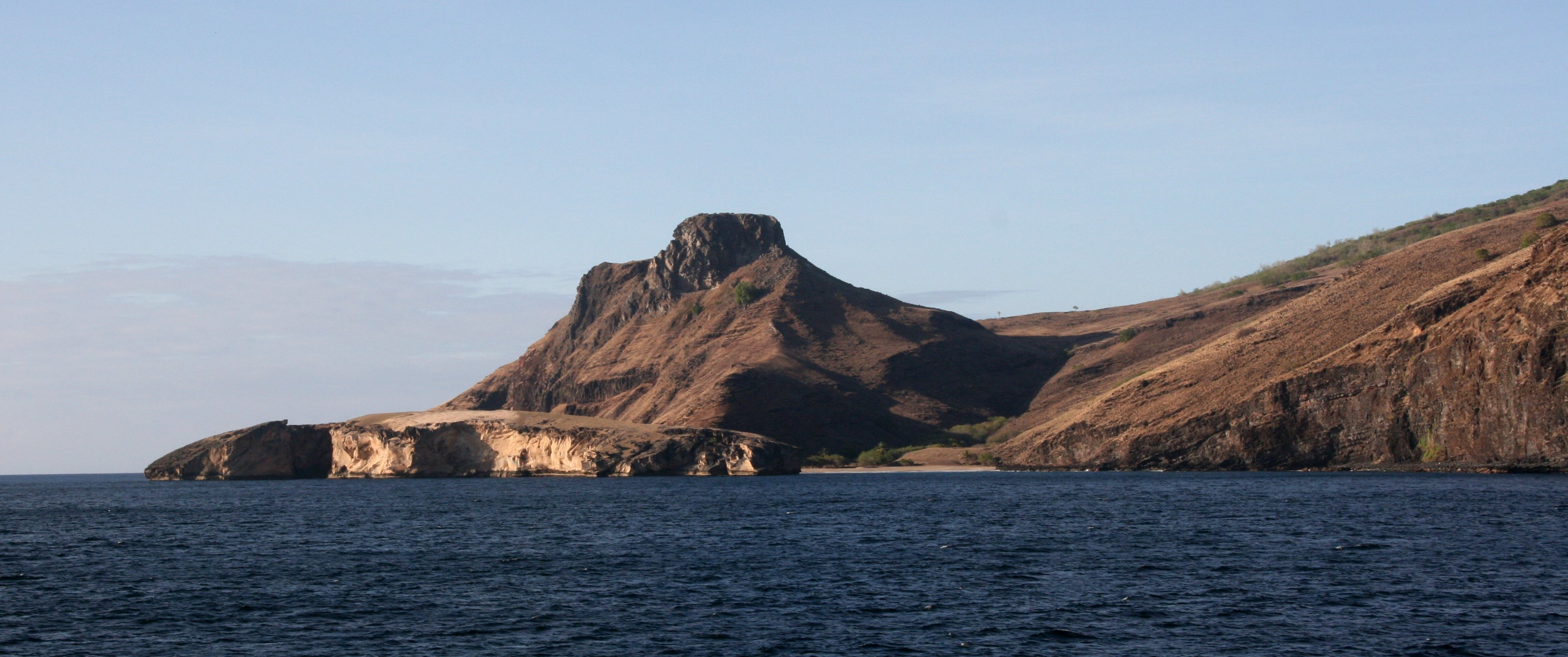
L'aspect semi-aride de l'île, sur la côte sud.

Plus basse que les autres îles principales de l'archipel, elle retient moins les nuages, et a de ce fait un climat beaucoup plus sec que ses voisines. La majorité de l'île consiste en de vastes plateaux et collines arides, entrecoupés par de profondes vallées fertiles, où se concentre la population.

### Géologie

Schéma des deux caldeiras

Ua Huka est constituée de la moitié nord de deux volcans imbriqués l'un dans l'autre.
La première caldeira, d'environ 10 km de diamètre, contient la vallée de Vaipaee.
La seconde, incluse dans la moitié est de la première, culmine à 857 mètres au mont Hitikau, le plus haut point de l'île.
Son diamètre est d'environ 5 km, et son âge est estimé autour de 2,9 à 2,8 millions d'années. Elle contient les vallées de Hane et Hokatu.
L'île a ensuite connu une autre période volcanique au sud-ouest (volcan scoriacé de Tepeopo et volcan hawaïen de Tahoatikihau) datée vers 1,6 - 1,4 Ma. Ceci démontre une activité géologique longue par rapport aux autres îles, d'au moins 1,5 Ma.
Le cratère du Tahoatikihau contient un lac de lave fossile. À l'extrémité ouest de l'île se trouvent plusieurs grottes marines.

### Faune et flore

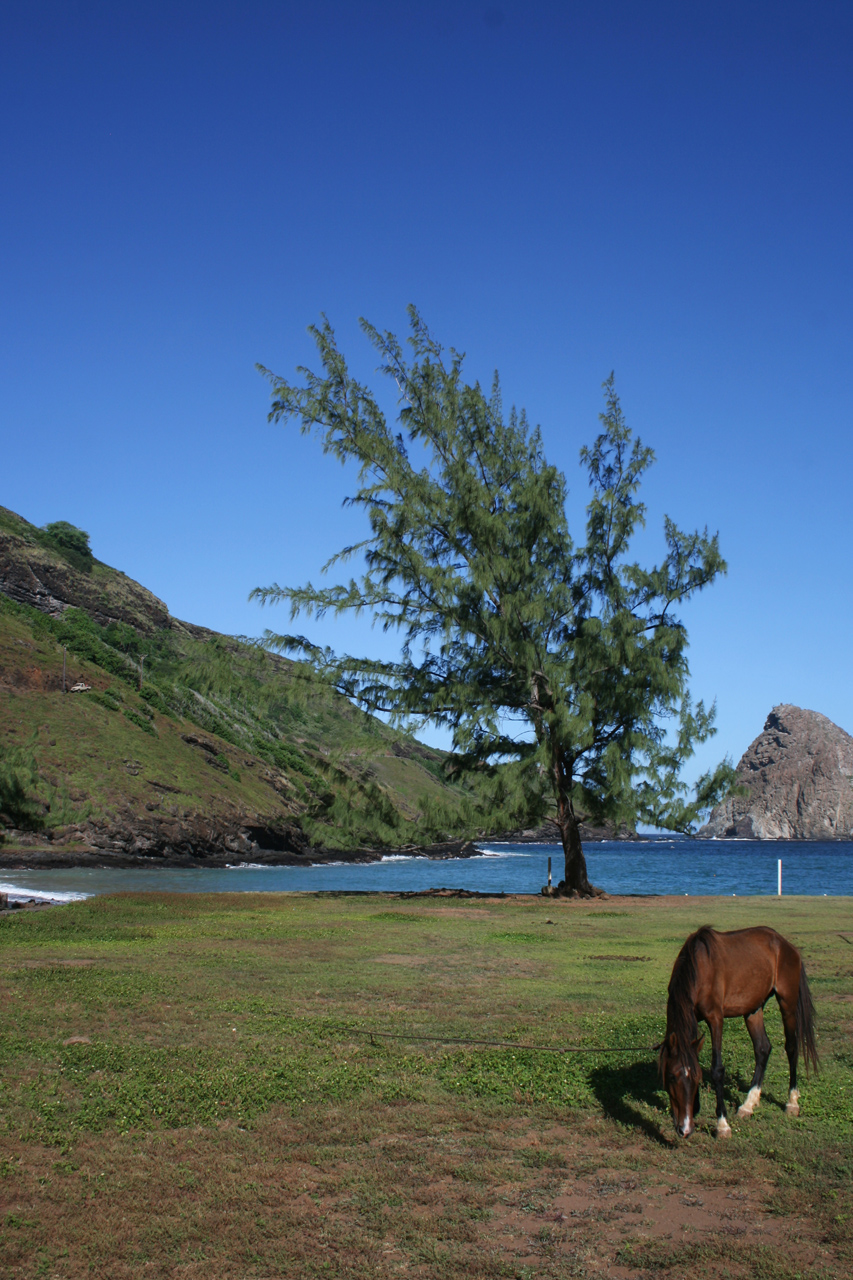
Un cheval de Ua Huka.

La végétation des plateaux de Ua Huka est plus pauvre que celle des autres îles marquisiennes. Surtout, la partie nord-ouest de l'île, correspondant au versant extérieur du grand cratère.
Ceci est dû à deux facteurs principaux : le climat plus sec, et le grand nombre de chèvres et chevaux qui y paissent en liberté, contribuant à la déforestation. Ua Huka est d'ailleurs surnommée « l'île aux chevaux », et il est coutume de dire qu'elle est peuplée de plus de chevaux que d'habitants. Le nombre des chevaux et des chèvres serait d'environ 3000.
La vie est plus riche aux abords de l'île : tortues géantes de la baie d'Haavei, requins, dauphins, raies manta, et des milliers d'oiseaux marins vivant sur des îlots. Ceux de Hemeni et Teuaua en particulier, également connus sous le nom de « îles aux oiseaux », abritent une importante colonie de sternes.
La Société d’ornithologie de Polynésie « MANU » recense 35 espèces d'oiseaux à Ua Huka, 16 marins et 17 terrestres, dont 8 endémiques.
Ses forêts contiennent également les derniers specimens de Monarque iphis.
À l'inverse des plateaux et des collines, les vallées comportent une végétation beaucoup plus luxuriante, semblable à celle des autres îles de l'archipel. Cette diversité s'est encore renforcée par la création de l'arboretum de Papuakeikaa, près de Vaipaee. Cette réalisation unique en Polynésie rassemble plus de mille espèces d'arbres en provenance du monde entier, dont une collection d'agrumes parmi les plus importantes du monde (près de trois cents variétés). Il doit servir de réserve pour le reboisement de l'île.
L'île a aussi donné son nom à deux espèces endémiques de petites araignées, de genre Uahuka.

## Histoire
Il y a très longtemps que les Marquisiens sont présents à Ua Huka. Le site de Meiaute, près de Hane, est l'établissement humain connu le plus ancien en Polynésie. Certains objets qui y ont été trouvés sont datés du IIIe siècle.
Il existe de nombreux autres sites archéologiques sur l'île, tels que les me'ae de Tehavea, Hanaei, Hotaku, Vaipaee et Hiniaehi. Les tikis présents sur ces sites sont souvent gravés dans le tuf rouge de la vallée de Hane. Le site de Vaikivi, près de Vaipaee, est composé d'une cinquantaine de pétroglyphes gravés dans la pierre grise, dont une pirogue à voile unique dans toute la Polynésie.
Du point de vue des occidentaux, le premier explorateur à apercevoir l'île fut le navigateur Américain Joseph Ingraham en avril 1791. Deux mois plus tard, ce sont les Français Marchand et Chanal qui y accostèrent à bord du Solide et en 1792 Richard Hergest qui la nomme île Riou.

## Démographie

Graphique démographique de Ua Huka

La population de Ua Huka vit sur la côte sud, dans les villages de Vaipaee, Hane et Hokatu. Ces trois villages font partie de la commune de Ua Huka. L'île compte 678 habitants en 2017 vivant principalement dans les villages de Vaipae et de Hane ; son évolution est la suivante :
| 476                                                     | 539 | 571 | 582 | 570 | 621 | 678 |
| Sources ISPF et Gouvernement de la Polynésie française. |     |     |     |     |     |     |

L'accroissement démographique est l'un des plus faibles des Marquises, essentiellement en raison de l'émigration. N'ayant pas de collège dans l'île, les jeunes sont obligés de partir très tôt, d'abord pour Nuku-Hiva, puis à Papeete pour aller au lycée. Beaucoup ne reviennent pas à Ua Huka par la suite.

### Langues
Les langues parlées à Ua Huka sont principalement le français et le marquisien, avec une particularité : le dialecte parlé ici contient à la fois des éléments de la langue marquisienne du Nord et de celle du Sud (en plus petit nombre). Les éléments sud sont très proches d'un dialecte parlé par les habitants de l'ile de Tahuata, prouvant qu'il existait des échanges fréquents entre les deux îles avant l'arrivée des Occidentaux.
Une minorité utilise le tahitien ; très peu comprennent et parlent l'anglais.

## Économie

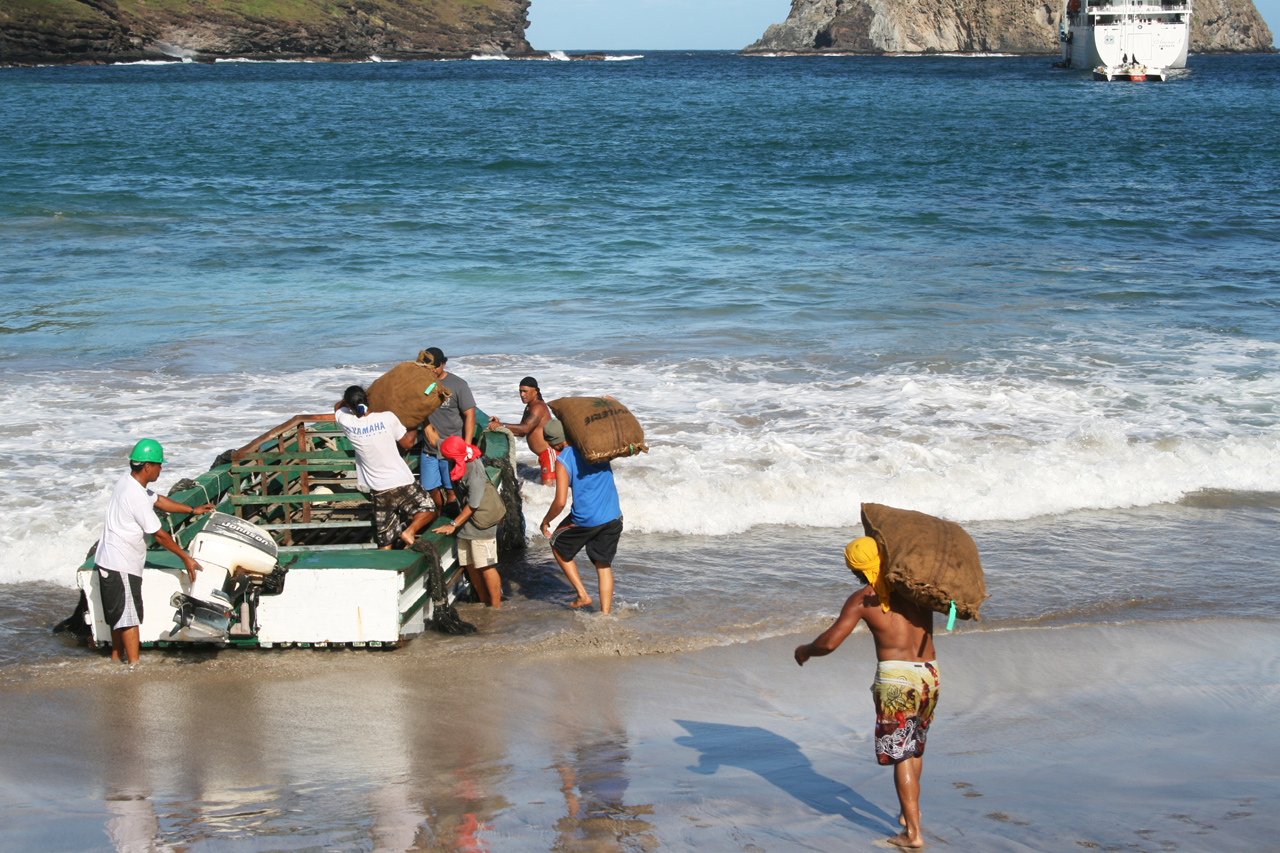
Chargement de coprah dans la baie de Hane.

L'économie de Ua Huka tourne autour de trois axes principaux : agriculture, artisanat et tourisme.
L'agriculture repose sur l'élevage des chevaux et des chèvres en liberté, mais aussi sur la pêche, le coprah, et plus récemment de la culture des agrumes. La chasse aux chèvres sauvages, le ramassage des coquillages, des œufs d'oiseaux, et des fruits complètent le régime alimentaire.
L'artisanat est surtout constitué de sculpture sur bois, pour laquelle les habitants de Ua Huka sont réputés, ce qui est assez paradoxal vu la faible superficie occupée par les arbres. Certains artisans choisissent d'ailleurs de partir sur d'autres îles pour exercer plus facilement leur métier. Les objets les plus sculptés sont les casse-têtes, lances, plats et bracelets. Les essences les plus utilisées sont le miro (bois de rose), le tou (Cordia subcordata), le toa (bois de fer, pour les casse-têtes) et le santal. Les autres activités artisanales sont la sculpture sur pierre (tikis, pilons) ou sur os (pique-cheveux, hameçons), la confection de tapas, et la production d'huile de monoï, de confitures ou d'autres produits dérivés de fruits. Également dans ce pays de chevaux, les artisans travaillent le cuir, dont des selles qui ont remplacé les anciennes selles en bois.
Le tourisme permet aux habitants d'écouler leur production artisanale, en particulier lors des passages réguliers de l'Aranui. Les visiteurs peuvent bien sûr faire de l'équitation ; il est aussi possible de faire le tour de l'île en bateau. Les touristes peuvent également visiter l'arboretum et les six musées de l'île. Quelques foyers proposent un hébergement en pension de famille.

## Infrastructures
- Mairie (Vaipaee), comité du tourisme
- Bureau de poste, infirmerie. Pas de banque ; la carte bancaire n'est pas utilisée dans l'île.
- Écoles, musées
- Une demi-douzaine de pensions de famille, restaurants, pas d'hôtel
- Route goudronnée : l'unique route de l'île, qui relie les trois villages et l'aéroport est en très bon état.
- L'aérodrome, ouvert en 1972, (le plus ancien des Marquises), rouvert en 1995, situé près des falaises entre Vaipaee et Hane. Il est accessible aux avions légers, permettant une liaison avec les aéroports des autres îles, et est relié à Tahiti par deux vols hebdomadaires réguliers sur un Twin Otter. Il accueille, en moyenne, environ 600 vols et 4 000 passagers par an, dont un quart en transit[8].
- Il est également possible de s'y rendre par bateau, bonitier ou speed-boat (vedettes de haute mer).

## Culture

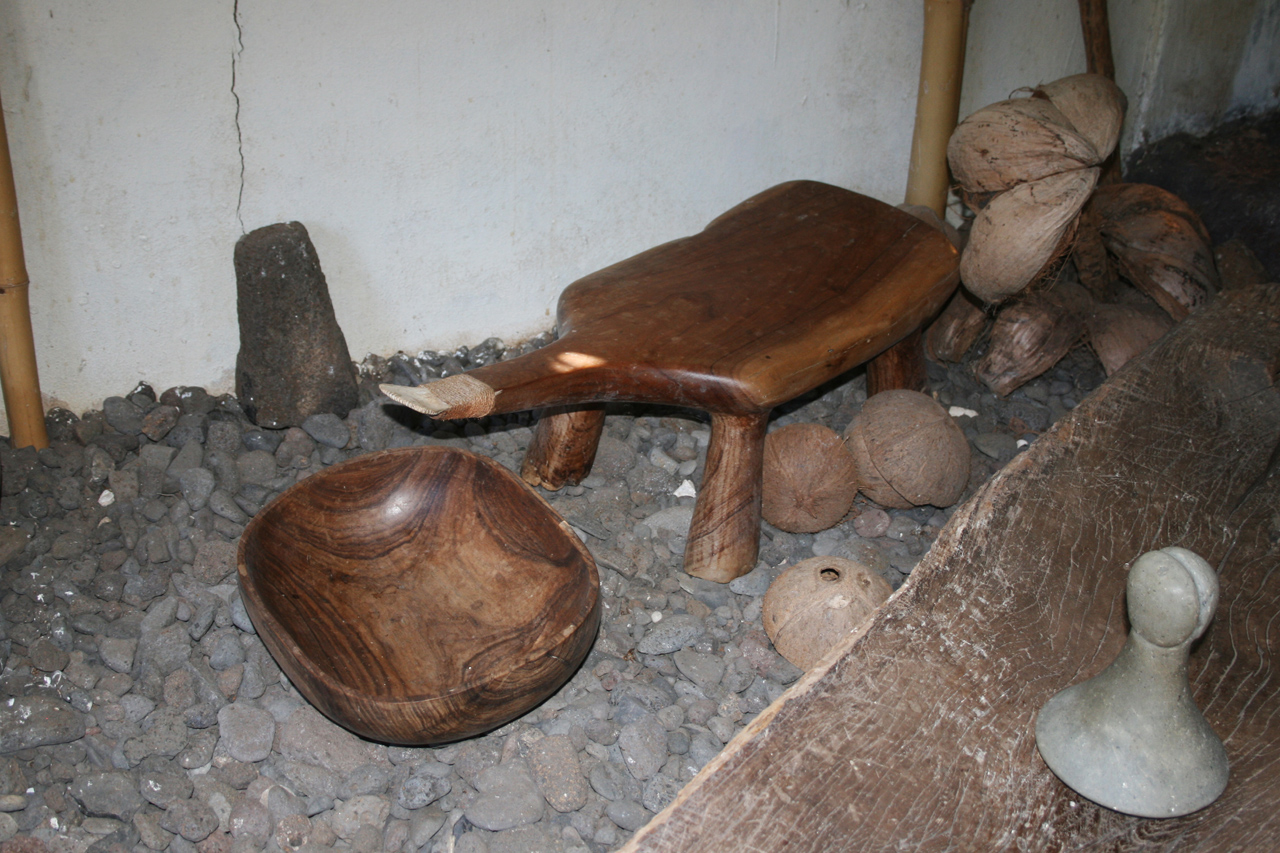
Rape à coco et pilon au musée de Vaipaee.

À visiter, bien sûr les dix-sept hectares de l'arboretum de Papuakeikaa et ses centaines d'essences.
Également, les sites archéologiques déjà cités, ainsi que des sites naturels intéressants (la « Baie Invisible » de Vaipaee, les baies de Haavei et Hatuana, la « Grotte aux Pas » qui contient une plage où des traces de pas réapparaissent après chaque marée, etc.).
Malgré sa faible population, Ua Huka possède pas moins de six musées :
- Musée archéologique de Vaipaee : inauguré en 1989, il contient de nombreux objets familiers traditionnels et artisanaux, dont beaucoup offerts par la population elle-même. Il possède également des documents à caractère ethnographique, précieux témoignages de la culture marquisienne.
- Musée de la mer de Hane : on peut y voir une exposition des techniques de pêche traditionnelles, une collection de pirogues de toutes les époques, réalisées par Joseph Vaatete, le conservateur du musée.
- Musée géologique, musée du pétroglyphe, musée de la pierre, tous trois à Hakatu
- Musée du bois 'jardin' : situé dans l'enceinte de l'arboretum

Dans chaque village, on trouve aussi un centre d'exposition artisanal. Tous les ans au mois de juin, un concours de copies d'objets anciens est organisé entre les artisans de Ua Huka. Ceci permet de ne pas laisser se perdre les anciennes techniques de sculpture et de gravure.

### Noms
- Ùa Huna en marquisien des habitants même de l'île et en marquisien du sud (presque disparu au profit du mot Ua Huka, initialement en marquisien de Ua Pou et Nuku Hiva exclusivement)
- En marquisien, Ua Huka signifie les « deux trous », en référence à la légende de la construction des îles Marquises, selon laquelle chaque île de l'archipel est une partie de la maison des Dieux. Après la construction de la maison, le Dieu aurait creusé deux trous pour y déposer le surplus de feuilles et de bourre de coco. Ces deux trous auraient formés Ua Huka.
- L'île aux chevaux est le surnom qui lui est fréquemment donné
- Roahonga en tahitien
- George Washington en 1791, par Joseph Ingraham, en référence au premier président des États-Unis.
- Île du Solide en 1791, par Étienne Marchand, d'après le nom de son navire.
- Riou's Island en 1792, par Hergest
- Massachusetts en 1793, par Josuah Roberts
- Hooahooga en 1798, par Edmund Fanning
- Houa-Houna en 1838, par Jules Dumont d'Urville